# Silencer
Silencer bezeichnen in der Biologie Abschnitte in der Erbinformation, die sich auf der DNA im sogenannten Promotor vor oder nach dem eigentlichen Gen befinden, das das dazugehörende Protein codiert. Sie gehören zu den cis-Elementen. Sie setzen, im Zusammenspiel mit Transkriptionsfaktoren, die Transkriptionsaktivität eines Gens herab. Ihr Wirkmechanismus entspricht dem der Enhancer, jedoch mit entgegengesetztem Ergebnis.